# 加爾克豪森巴赫河

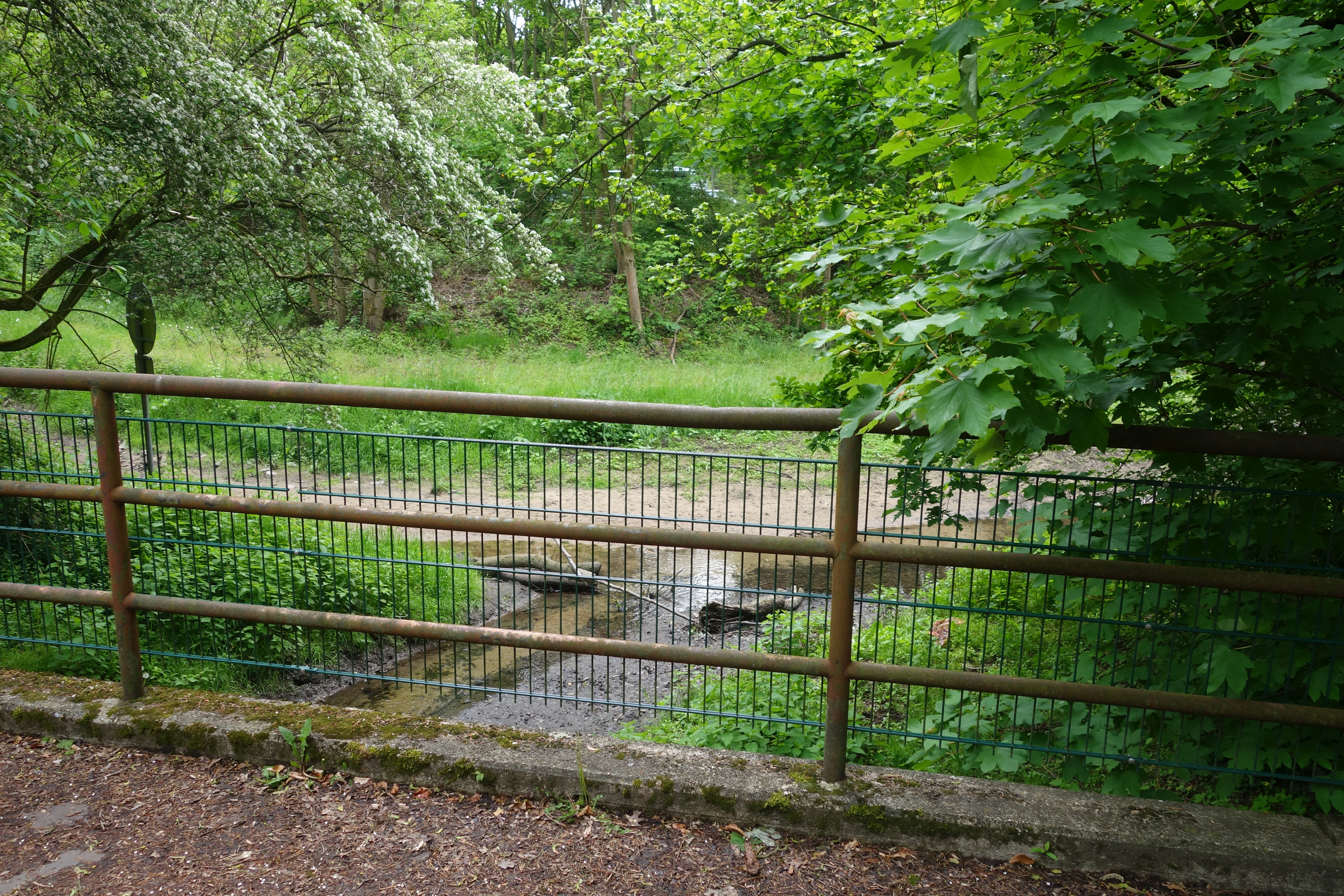

51°8′15.46″N 6°54′22.96″E / 51.1376278°N 6.9063778°E

加爾克豪森巴赫河（德語：Galkhauser Bach），是德國的河流，位於該國西部，流經北萊茵-威斯特法倫州，河道全長9.8公里，流域面積25.3平方公里，河畔城鎮有杜塞爾多夫。